# نينا شوارتز
نينا بيتي شوارتز (بالإنجليزية: Neena Schwartz)‏ (10 كانون الأول 1926 - 15 نيسان 2018) كانت أميركية مختصة في الغدد الصماء وأستاذة فخرية في الغدد الصماء في قسم ويليام ديرينغ للأمراض العصبية بجامعة نورث وسترن.. كانت معروفة بفضل عملها في مجال البيولوجيا التناسلية للإناث وتنظيم مسارات الإشارات الهرمونية، بشكل خاص لاكتشاف هرمون الإشارة المانع (انهيبن). كانت شوارتز مدافعة نشطة عن حقوق المرأة في العلوم طوال حياتها المهنية. كانت عضوًا مؤسسًا في جمعية للنساء في هيئة العلوم عام 1971 وشاركت في الإشراف التأسيسي مع جوديث بول. شاركت أيضاً في تأسيس مجموعة «نساء في الغدد الصماء» تحت رعاية جمعية الغدد الصماء، وخدمت كرئيسة لجمعية الغدد الصماء وجمعية لدراسة الإنجاب، وتم الاعتراف بها لإرشادها الاستثنائي للعلماء النساء. في عام 2010، كتبت مذكرات عن حياتها في العلوم، مختبري الخاص، والتي ظهرت فيها كمثلية.

## النشأة والتعليم
ولدت شوارتز في بالتيمور بولاية ماريلاند في عام 1926. لعائلة من أصل روسي وصفت بأنها نشطة سياسياً. حصلت على درجة البكالوريوس من كلية غوتشر (كلية نسائية في ذلك الوقت) في عام 1948. على الرغم من اهتمامها الأصلي باللغة الإنجليزية والصحافة، إلا أنها أصبحت مهتمة بعلم وظائف الأعضاء أثناء دراستها الجامعية وقضت الصيف في إجراء أبحاث في المرحلة الجامعية مع كيرت ريتشر من جامعة جونز هوبكنز، وبشكل منفصل في مختبر جاكسون في بار هاربور، مين. بعد التخرج، بدأت شوارتز دراساتها العليا في جامعة نورث وسترن، حيث حصلت على الدكتوراه في علم وظائف الأعضاء في عام 1953 تحت إشراف ألين لين. كانت الأنثى الوحيدة التي حصلت على شهادة الدكتوراه في القسم في ذلك الوقت.

## الوظيفة الأكاديمية
في عام 1954 تم تعيين شوارتز كمدرسة في علم وظائف الأعضاء في كلية الطب بجامعة إلينوي، والتي تركتها بعد عام لتتولى منصبها في مستشفى مايكل ريس. في عام 1961 عادت إلى جامعة إلينوي حيث شغلت منصب وكانت السيدة الوحيدة في قسمها. انتقلت إلى جامعة التي التحقت بها وهي جامعة نورث وسترن في عام 1973، لتصبح رئيسة قسم علم الأحياء في كلية الطب لسنة لاحقة وتخدم لمدة أربع سنوات. في عام 1974، نظمت شوارتز تأسيس برنامج البحوث الإنجابية في نورث وسترن، والذي تطور تدريجياً إلى مركز علوم الإنجاب في عام 1987 مع شوارتز التي كانت مديرته. كانت شوارتز من بين عدد قليل جدًا من النساء اللواتي خدمن في الستينيات في لجان برنامج الجمعية الفسيولوجية الأمريكية، وكانت أول رئيسة لجمعية دراسة التكاثر في الفترة من 1977-1978، وكانت ثاني رئيسة لجمعية الغدد الصماء من 1982 إلى 1983.

## الأبحاث
درس فريق بحث شوارتز آليات التغذية الراجعة التي تهيمن على مسارات الإشارات الهرمونية في الدورة التناسلية للإناث، باستخدام الفئران كنموذج حيواني. لعب عملها دورًا رئيسيًا في تطوير الفهم الحديث لمحور الغدة النخامية والغدة الكظرية في الغدد الصماء وكان له أهمية خاصة في اكتشاف هرمون انهيبن (هرمون الإشارة المانع). أثناء التحقيق في إفراز هرمون المحرضات التناسلية من الغدة النخامية، لاحظت شوارتز ومجموعتها البحثية أن النماذج المهيمنة آنذاك من الدورة التناسلية لم تفسر التغيرات الملحوظة في مستويات الهرمون المنشط للجسم الأصفر (luteinizing) والهرمون المنشط للحوصلة الصفراوية (follicle-stimulating) في استجابة هرمون مطلق لموجهة الغدد التناسلية (gonadotropin-releasing). تم اقتراح هرمون إضافي افتراضي يُعرف باسم «انهيبن» قبل سنوات بناءً على العمل مع الحيوانات الذكورية، ويُحتمل أن يُفرز من الخصيتين. كانت الفكرة الرئيسة لشوارتز عوضاً عن التحقيق في إفراز المبيض في المواد النسائية. أكدت مجموعة شوارتز بالتعاون مع كورنيليا تشانينج في منتصف سبعينيات القرن الماضي وجود انهيبن في السائل الجريبي المبيضي.

## الجوائز والتكريم
حصلت شوارتز على جائزة ويليامز للخدمات المتميزة من جمعية الغدد الصماء في عام 1985 وجائزة كارل هارتمان للأبحاث من جمعية دراسة التكاثر في عام 1992. انتخبت شوارتز كزميلة للجمعية الأمريكية لتقدم العلوم عام 1986 والأكاديمية الأمريكية للفنون والعلوم عام 1992. عملت في مجلس إدارة الجمعية الأمريكية للتقدم العلمي في الفترة من 2000 إلى 2002، وحصلت على جائزة المستشار لإنجاز العمر في عام 2002.

## النشاط
في السبعينيات من القرن العشرين، أصبحت شوارتز مشاركة في الحركة النسوية. كانت عضوًا مؤسساً في «جمعية النساء في العلوم» (AWIS) –التي تذكر أنها تأسست بعد حفلة مشروبات في اتحاد الجمعيات الأمريكية للبيولوجيا التجريبية حيث قابلت نساء عالمات أخريات محبطات من وضعهن. عملت كرئيس مؤسس لـ AWIS جنبًا إلى جنب مع جوديث بول، حيث اضطلعت بدور تنفيذي أساسي في حين عملت بول في جمع التبرعات. تشمل الإنجازات المبكرة البارزة لـ AWIS، إلى جانب النساء الأخريات في المنظمات العلمية، بدء دعوى جماعية ضد المعاهد الوطنية للصحة بسبب ضعف تمثيل النساء في لجان مراجعة منح المعاهد الوطنية للصحة. شاركت شوارتز في السبعينيات في تأسيس جمعية «نساء في الغدد الصماء» داخل جمعية الغدد الصماء بعد اكتشاف نقص تمثيل المرأة في اللجان التنظيمية الرئيسية في المجتمع. وقد شغلت لاحقاً منصب رئيسة المجموعة في الفترة 1990-1992.
كانت شوارتز واحدة من أربعين امرأة في مهن غير تقليدية قابلتها المخرجة والفنانة ميشيل سيترون لفيلمها لعام 1983 بعنوان «ما تأخذه وجب أن تمنحه»

## الخروج
اعترفت شوارتز بأنها مثلية. وقد اكتشفت مشاعرها الجنسية عندما كانت مراهقة في الأربعينيات من القرن الماضي، لكنها أبقت حياتها الجنسية مخفية خلال مسيرتها العلمية وخرجت علانية في مذكراتها لعام 2010، «مختبري الخاص». بدأت في كتابة الكتاب «لأنه لم يوثق أي شخص الحركة النسوية في العلوم» وخلصت إلى أنها كتبت أن الكشف عن حياتها الجنسية ضروري لرواية القصة. إنها تأمل في أن «يوفر الكتاب للعلماء الشباب المثليين أو غيرهم من المهنيين درساً عن إمكانيات النجاح والسعادة دون حدوث انشقاقات في حياتهم».